# Heilig-Geist-Kirche (Dudweiler)
Die Heilig-Geist-Kirche in der Martin-Luther-Straße im Ostteil von Dudweiler wurde im Juni 1967 als zweite Kirche der evangelischen Gemeinde Dudweiler neben der Christuskirche geweiht. Sie ist als schlichter, fünfeckiger Raum konzipiert, wobei der Altar an der längsten Seite steht. Die Buntglasfenster mit verschiedenen biblischen Motiven wurden von den deutschen Glasmaler Ferdinand Selgrad gefertigt. Der Campanile ist aus Stahlbeton errichtet und hat eine Höhe von 26 m. Im Jahr 2017 beging die Kirchengemeinde mit einem Gottesdienst das fünfzigjährige Jubiläum der Kirche.

## Geschichte
Die stetig wachsende Bevölkerung des heutigen Saarbrücker Ortsteils Dudweiler machte die Erbauung eines kirchlichen Zentrum nötig. Sowohl das Gemeindehaus als auch die Pfarrer- und Küsterwohnung, die Kirche und der dazugehörige Kindergarten Dietrich-Bonhoeffer-Haus wurden nach den Plänen des Architekten Rudolf Krüger errichtet. Der aus Stahlbeton bestehende Bau verfügt über 350 Sitzplätze und hat die Form eines Zeltes.

## Geplante Entwidmung
Da sich der bauliche Zustand des Gebäudes in den letzten Jahren zunehmend verschlechtert hat und sehr kostspielige Sanierungsarbeiten am Dach und den Wänden nötig wären, hat die evangelische Kirchengemeinde im Jahr 2024 beschlossen, das Gebäude mitsamt Pfarrhaus und Gemeindesaal aufzugeben, da auch die Finanzkraft immer weiter schwindet und so nötige Mittel für Pflege und Erhalt anderer denkmalgeschützter Kirchen freiwerden. Vorbehaltlich noch zu klärender kirchenrechtlicher Fragestellungen ist eine Entwidmung der Kirche für Pfingsten 2026 geplant. Der gesamte Gebäudekomplex soll danach abgerissen und das Grundstück verkauft werden.

## Orgel
Die Orgel wurde 1970 von der Werkstatt Eule als Opus 403 im Chorraum rechts neben dem Altar in einer Nische erbaut. Sie umfasst 16 Register auf zwei Manualen und Pedal. Die Trakturen sind mechanisch, die Windladen als Schleifladen ausgeführt. Der Spieltisch ist frontal in den rechten Teil des Gehäuses integriert. Das Schwellwerk befindet sich als Brustwerk direkt darüber, Hauptwerk und Pedal über dem Schwellwerk und im linken Teil des Gehäuses. Die Orgel ist wie folgt disponiert:
| I Hauptwerk C–g3 |    |
| Rohrgedackt      | 8′ |
| Principal        | 4′ |
| Gedacktflöte     | 4′ |
| Waldflöte        | 2′ |
| Mixtur IV        |    |

| II Brustwerk C–g3 |               |
| Gedackt           | 8′            |
| Rohrflöte         | 4′            |
| Prinzipal         | 2′            |
| Quinte            | 1 ⁄3′         |
| Sifflöte          | 1′            |
| Terz              | 4⁄5′ - 1 3⁄5′ |
| Regal             | 8′            |
| Tremulant         |               |

| Pedal C–f1       |     |
| Subbass          | 16′ |
| Oktavbass        | 08′ |
| Dolkan           | 04′ |
| Lieblich Posaune | 16′ |

- Koppeln: I/II, I/P, II/P

## Glocken
Die Glocken wurden von der Glocken- und Kunstgießerei Rincker im Jahr 1961 gegossen und aufgehängt.

## Weitere Ausstattung
Altartisch und Kanzel bestehen aus afrikanischem Sipoholz, der Taufstein aus italienischem Colombo-Marmor.